# Jesus förbannar fikonträdet

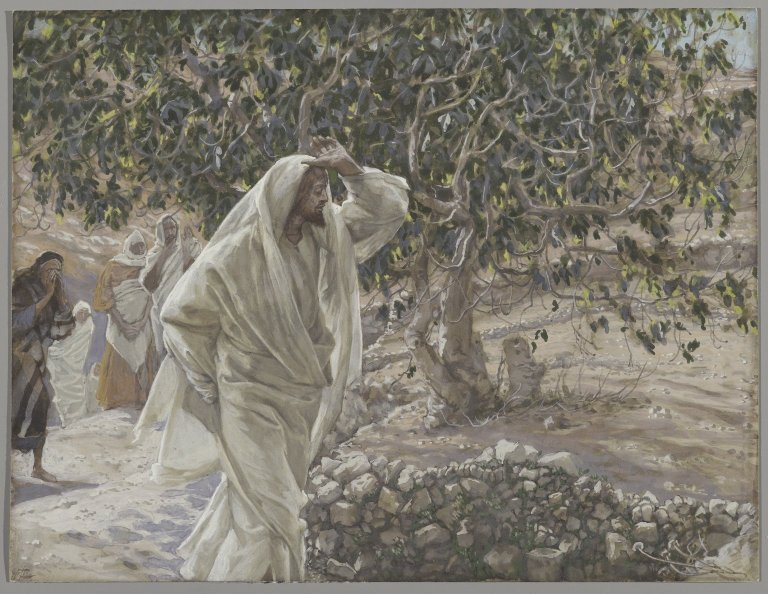
Le figuier maudit, ungefär det förbannade fikonträdet, av James Tissot.

Jesus förbannar fikonträdet är en passage i Nya Testamentet i Bibeln som behandlar ett av Jesus mirakel. Det berättas i Markus- och Matteusevangeliet. Jesus och hans lärjungar är på väg till Jerusalem från vänner i Betania och blir hungriga. Jesus ser ett lövklätt fikonträd som ser friskt ut och går dit. Han hittar ingen frukt och förbannar trädet som vissnar. Berättelsen har kopplats till byn Betfage där Jesus lät hämta åsnan som han gjorde sitt intåg i Jerusalem på.
I Markusevangeliet uppges "det var inte rätta tiden för fikon" när Jesus sökte frukt under det och lärjungarna upptäcker att trädet har vissnat först nästa dag, efter att de besökt Jerusalem och Jesus har drivit månglarna ur templet.
I Matteusevangeliet vissnar trädet meddetsamma och hela händelsen inträffar efter att templet rensats.

## Tolkningar
"Det var inte rätta tiden för fikon" har tolkats som att det inte var skördetid och därför borde finnas fikon på ett lövklätt träd eller som att det borde finnas skott. Att Jesus valde att förbanna trädet och låta det vissna har setts som en analogi till Jesus upplevelser i templet. De gröna löven motsvarar utanpåverket det vill säga handlandet med offerdjur och människor som ska göra på rätt sätt och avsaknaden av frukt att själva meningen med templet, tro och bön, är glömd.